# William Aitcheson Haswell
William Aitcheson Haswell, född den 5 augusti 1854 i Edinburgh, död den 24 januari 1925 i Sydney, var en skotsk-australisk zoolog som specialiserade sig i kräftdjur. Han var mottagare av Clarkemedaljen 1915. 
Haswell studerade vid Edinburghs universitet. Han reste av hälsoskäl till Sydney 1878 och var bosatt där fram till sin död.